# Sinotibetski jezici
Sinotibetski jezici  ili kinesko-tibetski jezici (privatni kod: sitb), velika jezična porodica iz Kine i susjednih azijskih zemalja. Obuhvaća (403) jezika; po najnovijim podacima 449.
A) Kineski (14) Kina, Kirgizija: kineski (14 jezika: min dong, jinyu, mandarinski, pu-xian, huizhou, min zhong, dungan, gan, hakka, xiang, min bei, min nan, wu, yue.
B) Tibetsko-burmanski (389)
b1. Bai (3) Kina: bai (3 jezika: centralni, sjeverni, južni).
b2. Himalajski jezici (145)
Mahakiranti (51)
a. Kham-Magar-Chepang-Sunwari (13) Nepal: Chepang (4): bujhyal, chepang, kusunda, wayu; Kham (4): kham (2 jezika: gamale, sheshi), parbate (2 jezika: istočni i zapadni); Magar (3): magar (2 jezika, istočni i zapadni), raji; Sunwari (2): bahing, sunwar.
b. Kiranti (37) Nepal, Indija: Istočni (27): athpariya, bantawa, belhariya, camling, chhintange, chhulung, chukwa, dungmali, kulung, lambichhong, limbu, lorung (2 jezika: sjeverni i južni), lumba-yakkha, meohang (2 jezika: istočni i zapadni), moinba, nachering, phangduwali, pongyong, puma, saam, sampang, waling, yakha, yamphe, yamphu; Zapadni (9): dumi, jerung, khaling, koi, lingkhim, raute, thulung, tilung, wambule; tomyang.
c. Newari (1) Nepal: newar.
Tibeto-Kanauri (93):
a. Lepcha (1) Indija: lepcha.
b. Tibetski (71) Butan, Nepal, Kina, Indija, Pakistan: Bodo (1): tshangla; Dhimal (2): dhimal, toto; Tamang (15): chantyal, ghale (3 jezika: južni, sjeverni, kutang), gurung (2 jezika: istočni i zapadni), manangba, nar phu, seke, tamang (5 jezika: istočni, zapadni, istočni gorkha, sjeverozapadni, jugozapadni), thakali; Tibetski (53): adap, atuence, balti, brokkat, brokpake, bumthangkha, chalikha, changthang, chocangacakha, choni, dakpakha, dolpo, dzongkha, gongduk, groma, helambu sherpa, humla, jad, jirel, kagate, khengkha, kurtokha, kyerung, ladakhi, lakha, layakha, lhokpu, lhomi, lowa, lunanakha, mugom, naaba, nubri, nupbikha, nyenkha, olekha, panang, purik, sherdukpen, sherpa, sikimski/sikkimese, spiti bhoti, stod bhoti, takpa, thudam, tibetski (3 jezika: centralni, amdo i khams ili khampa), tichurong, tseku, tsum, walungge, zangskari.
c. zapadnohimalajski (20) Indija, Nepal: Almora (4): byangsi, chaudangsi, darmiya, rangkas; Istočni (2): baraamu, thangmi; Janggali (1): rawat; Kanauri (12): gahri, jangshung, kaike, kanashi, kinnauri (3 jezika: chitkuli, bhoti, kinnauri), pattani, shumcho, sunam, tinani, tukpa; rongpo.
d. neklasificirani (1) Butan: dzalakha
Neklasificirani (1): baima.
b3. Jingpho-Konyak-Bodo jezici (25):
Jingpho-Luish (4):
a. Jingpho (3) Burma, Indija: jingpho, singpho, taman.
b. Luish (1) Burma: kado.
Konyak-Bodo-Garo jezici (21):
a. Bodo-Garo (13) Indija, Bangladeš:  Bodo (7): bodo, deori, dimasa, kachari, kok borok, riang, tiwa; Garo (2): garo, megam; Koch (4): a'tong, koch, rabha, ruga.
b. Konyak (8) Indija, Burma:  naga (8 jezika: chang, konyak, nocte, khiamniungan, wancho, phom, tase, tutsa.
b4. Karenski jezici (20)
Pa'o (1) Burma: pa'o karen.
Pwo (4) Burma, Tajland: karen (4 jezika: istočni, zapadni, sjeverni, phrae pwo).
Sgaw-Bghai (14):
a. Bghai (5) Burma: karen (4 jezika: bwe, geba, geko, lahta), kayan.
b. Brek (1) Burma: brek karen.
c. Kayah (5): karen (3 jezika: yinbaw, yintale, manumanaw), kayah (2 jezika: istočni i zapadni).
d. Sgaw (3) Burma: karen (2 jezika: paku, s'gaw), wewaw.
Neklasificirani (1) Burma: zayein karen.
b5. Kuki-Čin-Naga (74)
Kuki-Čin (49):
a. Centralni (10) Burma, Bangladeš, Indija: chin (6 jezika: bawm, haka, ngawn, zotung, senthang, tawr), darlong, hmar, mizo, pankhu.
b.  Sjeverni (26)  Indija, Burma: aimol, anal, biete, chin (5 jezika: siyin, tedim, falam, paite, thado), chiru, gangte, hrangkhol, kom, lamkang, naga (6 jezika: kharam, chothe, monsang, moyon, purum, tarao), purum, ralte, sakechep, simte, vaiphei, yos, zome.
Južni (13) Burma, Bangladeš, Indija: chin (9 jezika: mro, daai, khumi awa, khumi, mara, mün, bualkhaw, chinbon, asho), nga la, shendu, welaung, zyphe.
Naga (25; danas 30):
a. Angami-Pochuri (9): naga (9 jezika: angami, chokri, južni rengma, khezha, mao, pochuri, poumei, sjeverni rengma, sumi.
b. Ao (4): naga (4 jezika: ao, lotha, sangtam, yimchungru).
c. Tangkhul (3): naga (3 jezika: khoibu, maring, tangkhul.
d. Zeme (8) Indija: naga (8 jezika: rongmei, liangmai, koireng, inpui, thangal, maram, mzieme, zeme.
e. Neklasificirani (1; danas 6) Indija: leinong naga, long phuri naga, makuri naga, makyan naga, para naga, puimei naga,
b6. Lolo-burmanski jezici (73):
Burmanski jezici (14):
a. sjeverni (6) Burma, Kina: achang, hpon, lashi, maru, pela, zaiwa.
b. južni (7) Burma: arakanski, burmanski, chaungtha, intha, taungyo, tavojski/tavoyan, yangbye.
c. neklasificirani (1) Kina: xiandao.
Lolo (57):
a. sjeverni (27) Kina, Vijetnam: Lisu (2): lisu, lipo; Yi (24): laghuu, mantsi, yi (22 jezika: yi, centralni, dayao, miqie, južni lolopho, naluo, wumeng, wuding-luquan, wusa, sichuan, južni, awu, axi, azhe, sani, eshan-xinping, yuanjiang-mojiang, xishan lalu, istočni lalu, zapadni lalu, zapadni, guizhou, jugoistočni lolo; Samei: samei.
b. južni (19) Kina, Laos, Burma, Vijetnam, Tajland: Akha (11): akha, biyo, hani, honi, kaduo, lahu, lahu shi, mahei, phana', sansu, sila; Phunoi (5): bisu, côông, mpi, phunoi, pyen; jinuo (2 jezika: buyuan, youle), ugong.
c. neklasificirani (4) Burma, Kina: laopang, lopi, nusu, zaozou.
d. yi (7) (Kina): yi (7 jezika: ache, poluo. limi, mili, muji, pula, puwa).
b7. Naxi (1) Kina: naxi.
b8. Neklasificirani (1) Vijetnam: phula.
b9. Meitei (1) Indija: meitei.
b10. Mikir (2) Indija: amri, karbi.
b11. Mru (1) Bangladeš: mru.
b12. sjevernoasamski jezici /North Assam (13)
Deng (2) Kina: darang deng, german deng.
Tani (11) Indija: adi, adi-galo, apatani, bugun, digaro-mishmi, idu-mishmi, miju-mishmi, miri, na, nisi, sulung.
b13. Nung (5): drung, lama, norra, nung, rawang.
b14. Tangut-Qiang (15): 
Qiang (11) Kina: ersu, guiqiong, muya, namuyi, pumi (sjeverni i južni), qiang (sjeverni i južni), queyu, shixing, zhaba.
rGyarong (4)Kina: guanyinqiao, horpa, jiarong, shangzhai.
b15. Tujia (2) Kina: tujia (sjeverni i južni).
b16. zapadni bodo  (1) Nepal: dura.
b17. Neklasificirani  (9) Burma, Indija: anu, ayi, hruso, khamba, lui, palu, pao, sajalong, zakhring.

## Vanjske poveznice
- Ethnologue (14th)
- Familia Sino-Tibetana